# Antoine Coiffier de Ruzé
Antoine Coiffier (o Coëffier) de Ruzé, marchese d'Effiat (1581 – 27 luglio 1632) è stato un militare francese, fu maresciallo di Francia.

## Biografia
Si distinse nell'attacco alla piazzaforte di La Rochelle nel 1617, fu inviato come ambasciatore straordinario in Inghilterra nel 1624 per negoziare il matrimonio di Enrichetta di Francia con il principe di Galles. Successivamente fu nominato sovrintendente alle finanze grazie all'appoggio di Richelieu. Inviato in Piemonte nel 1630, combatté a fianco del duca di Montmorency e fu nominato l'anno seguente Maresciallo di Francia. Nel 1632 marciò con un esercito sull'elettorato di Treviri ma, colpito da una febbre infiammatoria, morì in Lorena. Ci ha lasciato le sue Memorie sulla guerra e sui fatti del tempo, stampate nel 1622. Ricostruì il borgo di Effiat (Puy-de-Dôme) e fondò un ospizio ed un collegio di Oratoriali.
Era il padre di Enrico di Cinq-Mars, che cospirò contro il cardinale Richelieu e Luigi XIII e fu per questo giustiziato.